# Branko Caratan
Branko Caratan  (Žepče, BiH, 26. siječnja 1938.)je hrvatski politolog i bivši političar. Bivši je predsjednik Hrvatskog politološkog društva te bivši član predsjedništva CK SKH.
Prema njegovim tvrdnjama, ondašnja je reformistička struja u SKH odlučila uvesti višestranačje "puno prije nego što je pao Berlinski zid i nego se slomila istočna Europa".

## Djela
Uređivao je Biblioteku Prometej. Priredio je knjigu Teorije sloma Karla Marxa.
Pisao je o raspadu SFRJ, jugoslavenskoj krizi, velikosrpskom nacionalizmu, europeizaciji Hrvatske i reformama u RH, Hrvatskoj i antifašizmu, postfašizmu, ekspanzionizmu, Hrvatskoj i europskim integracijama, hrvatskom višestranačju, Lenjinu, kraju SSSR-a, perestrojci bez Gorbačeva, postkomunizmu, nacionalizmu, NATO-u i Kosovu, usporednoj politici, krizi socijalizma, raspadu komunističkih federacija i dr.
Članke je objavio u Političkoj misli, Analima Hrvatskog politološkog društva, Državnosti i Međunarodnim studijama.
Napisao je knjige:
- Socijalizam i politika, 1972.
- Teorije revolucije i socijalizam, 1982.

## Nagrade i priznanja
2009. odlikovan je Redom hrvatskog pletera za osobit doprinos razvitku i ugledu Republike Hrvatske i dobrobiti njezinih građana.